# Festival do Minuto
O Festival do Minuto é um festival de cinema criado por Marcelo Masagão que ocorre desde 1991. Em 2005 lançou o Festival do Minuto Universitário, para participação de alunos universitários das faculdades selecionadas.
Em 2020 foi apresentado online devido a Pandemia de COVID-19.